# Plzeňské historické podzemí

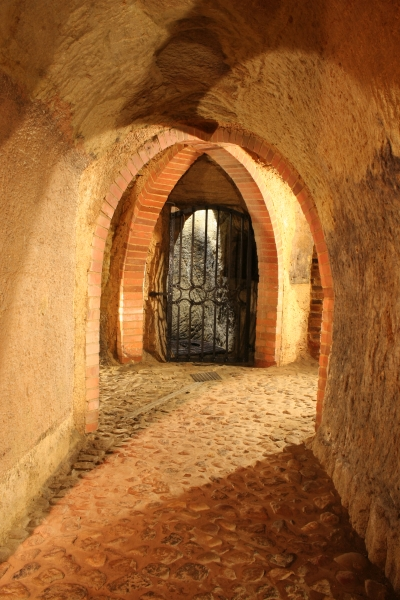
Chodba prohlídkového okruhu plzeňského historického podzemí

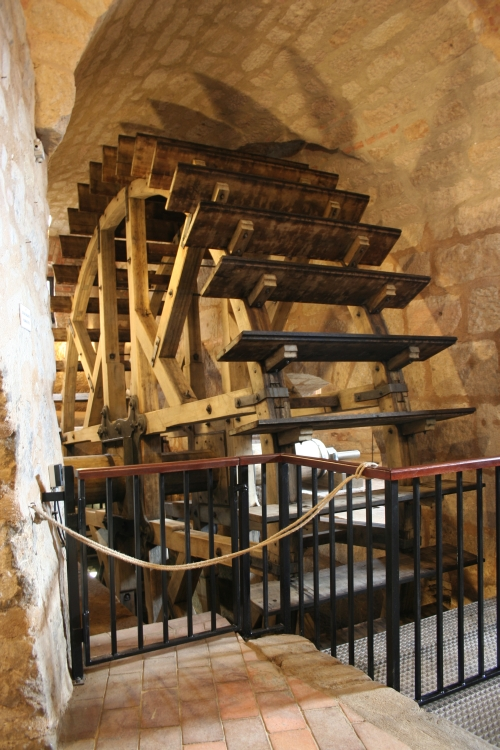
Vodní kolo – součást prohlídkového okruhu

Plzeňské historické podzemí tvoří složitý systém chodeb, dvou až třípatrových sklepů a stovky studní pod historickým jádrem Plzně. Systém byl pod městem budován již od konce 13. století až do 18. století a neodmyslitelně patří k dějinám i současnosti Plzně. Svým rozsahem 13 km chodeb se řadí k největším historickým podzemním systémům ve střední Evropě. Návštěvnický okruh je provozován Plzeňským Prazdrojem.

## Prohlídka
Původní vstup v Perlové ulici byl přemístěn a do prohlídkového okruhu se od 1. dubna 2009 vstupuje z budovy plzeňského Pivovarského muzea (Veleslavínova 6). Prohlídkový okruh je dlouhý skoro 800 metrů a začíná v tzv. lednici, odkud voda z tajícího ledu stékala níže a ochlazovala sklepy, ve kterých byly jednak ukládány potraviny a jednak, u právovárečných domů, v nich kvasilo a zrálo pivo (spilky). V dobách válek podzemí sloužilo také jako útočiště pro plzeňské měšťany a jeho chodby pro zajištění komunikace. Součástí prohlídky je kromě labyrintu chodeb a sklepů, včetně řady studní a jímek, i historická vodárna z 16. století u parkánových hradeb s replikou vodního kola.